# M109-houwitser
De M109-houwitser is een pantserhouwitser die is ontwikkeld in de Verenigde Staten in de jaren 1950 voor het Amerikaanse leger. Het is middelzwaar (155mm) artilleriegeschut.

## Geschiedenis
De oerversie, de M109, kwam in 1963 in gebruik bij het Amerikaanse leger. Gedurende de jaren 1970 volgden de verbeterde versies M109 A1 en M109 A2. M109 A1's die werden opgewaardeerd naar de A2-standaard, kregen de aanduiding A3. In de jaren 1980 volgden de verbeterde versies A4 en A5. De huidige, geheel herziene versie werd in 1992 in productie genomen: dit is de M109A6 Paladin, die alleen door het Amerikaanse leger wordt gebruikt.

## Gebruik
Talrijke legers hebben gebruikgemaakt van de M109 of doen dat nog steeds: het Amerikaanse leger, de Nederlandse Koninklijke Landmacht en de Belgische Landcomponent, alsook de legers van verschillende andere NAVO-landen. Ook Israël en Egypte hebben de M109.
De M109 werd voor het eerst ingezet in de Vietnamoorlog en werd nog ingezet bij latere conflicten, zoals tijdens de Tweede Golfoorlog.

### De M109 in Nederland
De M109 is van 1968 tot 2008 in gebruik geweest bij de Koninklijke Landmacht, onder andere bij de 12e Afdeling Veldartillerie, 14e Afdeling Veldartillerie, 41e Afdeling Veldartillerie, 42e Afd. Veldartillerie, 43e Afd. Veldartillerie, 44e Afd. Veldartillerie (tot 1983) en de 11e Afd. Rijdende Artillerie (Gele Rijders), het verving hier de M114 en de AMX PRA. Aanvankelijk werd gebruikgemaakt van de originele M109, later van de M109 A2 en A3, die gedeeltelijk bij Wilton-Fijenoord werden geproduceerd. De laatst in Nederland gebruikte versie was de M109A2/90, een door RDM opgewaardeerde versie van de oude M109 A2's en A3's, die vanaf 1990 beschikbaar kwam.
Inmiddels heeft de Koninklijke Landmacht, net als de legers van verschillende andere Europese landen, de M109 vervangen door de Panzerhaubitze 2000, die de M109 op verschillende vlakken ver overtreft. De grootste verbeteringen ten opzichte van de M109 zijn:
- grotere schietbereik, van 18 km voor de M109 naar 50 kilometer;
- betere bepantsering;
- een betere terreinvaardigheid en
- hogere vuursnelheid (door geavanceerde vuurmond).

Door het geautomatiseerd laden van de granaten zijn de arbeidsomstandigheden verbeterd. De Panzerhaubitze 2000 biedt ten slotte ook bescherming tegen chemische wapens.

## Specificaties
- Soort voertuig: gemechaniseerde geschut
- Taak: ondersteuning
- Nationaliteit: Verenigde Staten
- Ook gebruik(t) in: Nederland, Engeland, Duitsland, België, Israël.
- Jaar van invoering: 1964 (Nederland)
- Bewapening: 155mm-houwitser, 7,62mm of 12,7mm torendakmitrailleur, browning .50
- Bodemvrijheid: 0,45 m
- Loopwerk: CL 8 VA
- Rupsbandbreedte: 0,38 m
- Overschrijding: 1,82 m
- Klimvermogen: 25°
- Opstap: 0,60 m
- Waadvermogen: 1,05 m
- NBC bescherming: nee
- Bijzonderheden: Na enige voorbereiding kan als amfibievoertuig worden gebruikt.[bron?]